# Destrucción de videos de interrogatorios de la CIA en 2005
La destrucción de los vídeos de interrogatorios de la CIA ocurrió en el 9 de noviembre de 2005. Las cintas de vídeo fueron grabadas por la CIA durante los interrogatorios de los sospechosos de Al-Qaeda, Abu Zubaydah y Abd al-Rahim al-Nashiri en el año 2002 en un centro clandestino de detención de la CIA ubicado en Tailandia.
Se grabaron 90 vídeos de Zubaydah y 2 de al-Nashiri. Doce cintas representan interrogatorios en los que se utilizaban "técnicas de interrogación mejorada", un eufemismo de la tortura. Los vídeos y su destrucción llegaron al conocimiento del público en diciembre de 2007. 
Una investigación criminal a cargo del fiscal especial por el Departamento de Justicia John Durham, decidió en 2010 no presentar cargos penales relacionados con la destrucción de las cintas de vídeo.

## Creación y destrucción
El primer detenido bajo custodia de la CIA considerado de 'alto valor' fue Abu Zubaydah. Fue retenido en un centro clandestino de detención en Tailandia a partir de la primavera de 2002. 
Prácticamente desde el comienzo de su detención, se instaló una cámara de vídeo para grabarlo sin interrupción. 
También se grabaron vídeos de Abd al-Rahim al-Nashiri, otro detenido de la CIA, que arribó en octubre del 2002. Las grabaciones fueron hechas entre abril y diciembre del año 2002: 90 cintas de Zubaydah, 2 cintas de Al-Nashiri y 12 vídeos que en general registran interrogatorios en los que se utilizaron 'técnicas de interrogación mejorada'.
Poco después de que se finalizaran las grabaciones, agentes clandestinos de la CIA presionaron para que las cintas fueran destruidas. Sin embargo, Scott W. Muller, consejero general de la CIA, aconsejó al director de la CIA George Tenet que, bajo autoridad de la CIA, no se destruyeran las grabaciones. En cambio, en febrero de 2003 Muller notificó a los Comités de Inteligencia del Senado y de la Cámara, que a la CIA le gustaría que sean destruidas. Los representantes Porter Goss y Jane Harman pensaron que sería política y legalmente riesgoso.
Días después de que las fotografías de Abu Ghraib se hicieran públicas en mayo de 2004, abogados de la CIA y la Casa Blanca discutieron el tema de las grabaciones de la CIA. Muller, en representación de la CIA, se reunió con el Alberto Gonzales, David Addington y John B. Bellinger III. Los tres abogados de la Casa Blanca recomendaron que las cintas fueran destruidas.
Tenet y Muller dejaron la CIA a mediados del año 2004. Hacia finales de 2004, habían cambiado varios responsables en posiciones superiores de liderazgo de la CIA. Goss fue director, John A. Rizzo actuaba como Asesor General y José A. Rodríguez Jr. fue jefe de la Dirección de Operaciones. También hubo un nuevo Consejero de la Casa Blanca, Harriet Miers. A principios de 2005, Miers le indicó a Rizzo no destruir las cintas sin consultar previamente con la Casa Blanca.
El 4 de noviembre de 2005, exactamente después que el Washington Post publicara un relato acerca de prisiones secretas manejadas por la CIA en Europa del Este, Rodríguez solicitó la opinión de dos abogados de la CIA. Steven Hermes, un abogado de servicio clandestino, le indicó a Rodríguez que tenía la autoridad necesaria como para destruir los vídeos. Robert Eatinger, el principal abogado del Centro Antiterrorista de la CIA, dijo que no había ningún requerimiento legal para conservar las grabaciones. Associated Press informó que, como ambos abogados sabían acerca de las órdenes permanentes de la Casa Blanca de no destruir las cintas, pensaron que Rodríguez no actuaría de inmediato, sobre la base de sus consejos.
El 8 de noviembre de 2005, Rodríguez envió un cable a la estación de la CIA en Bangkok ordenando la destrucción de las grabaciones.  El cable solo se copió al jefe del personal de Rodríguez. El hecho de actuar sobre la base de los consejos de los abogados de la agencia sin informarlos de la decisión tomada mediante copia de la orden impartida, estaba contra los procedimientos estándar de la agencia.

## Solicitudes de vídeos de interrogatorios
A partir de 2003, los abogados de Zacarias Moussaoui solicitaron las grabaciones de los interrogatorios de los detenidos, que podrían ayudar a demostrar que Moussaoui no participó en los ataques del 11 de septiembre de 2001.
En mayo de 2004, el senador Jay Rockefeller hizo una petición en nombre del Comité Judicial del Senado para que la CIA entregara más de cien documentos relacionados con la presunta tortura de prisioneros bajo custodia estadounidense. En septiembre, luego del nombramiento de Porter Goss como el nuevo director de la CIA, el senador Rockefeller reiteró su requerimiento. En ambas ocasiones, hizo mención a las cintas de vídeo, que "sin duda, provocó un estremecimiento a través de la agencia".
Desde mayo hasta noviembre de 2005, la Jueza Leonie Brinkema también ejerció presiones sobre la CIA para que entregara los vídeos con las grabaciones de interrogatorios de detenidos, como evidencia en el juicio contra Moussaoui. El 14 de noviembre, el Departamento de Justicia informó a la corte que la CIA no estaba en posesión de los vídeos requeridos.
Las cintas de vídeo no fueron proporcionadas a la Comisión del 11 de Septiembre, que utilizó para elaborar su informe transcripciones clasificadas de los interrogatorios de Zubaydah.  Philip D. Zelikow, el director Ejecutivo de la Comisión afirmó “Creemos que pedimos dicho material y estamos seguros de que no se nos proporcionó dicho material”
La ACLU (Unión Estadounidense por las Libertades Civiles) afirmó que en el momento en que fueron destruidas, las grabaciones deberían haber sido entregadas de acuerdo a una orden judicial federal, en cumplimiento del requerimiento de información acerca de interrogatorios de la Ley por la Libertad de la Información(FOIA, por sus siglas en inglés). 
Un juez federal dictaminó en el 2011 que la CIA no debería ser sancionada por la destrucción de las grabaciones.
La organización Amnistía Internacional afirmó oportunamente su posición respecto de la necesidad de que se llevara a cabo una investigación profunda y detallada y, eventualmente, el proceso judicial que correspondiera, en relación con el programa de detención e interrogatorio de la CIA y la destrucción de elementos probatorios de las condiciones de dicho programa.

## Publicación de información sobre la destrucción de las grabaciones - diciembre de 2007
El 6 de diciembre de 2007, el New York Times informó a la Presidencia de George W. Bush que había adquirido y tenía previsto publicar, información sobre la destrucción de las grabaciones del interrogatorio de Zubaydah, que se cree podrían mostrar las evidencias de la aplicación del  “submarino” y otras formas de tortura.
El general Michael Hayden, Director de la CIA, envió al día siguiente una carta al personal de la Agencia, instruyéndolos acerca de la destrucción de las cintas. Hayden afirmó que miembros clave del Congreso habían sido informados de la existencia de las cintas, y los planes para su destrucción. El Senador Jay Rockefeller, presidente del Comité de Inteligencia del Senado, expresó su desacuerdo con la afirmación de Hayden, diciendo que sólo se enteró de la existencia de las grabaciones en noviembre de 2006, un año después de su destrucción.
Jane Harman, miembro del Partido Demócrata en el Comité de Inteligencia de la Cámara y uno de los cuatro miembros de alto rango del Congreso que fue informado, reconoció haber sido informada sobre el tema de las grabaciones. Harman respondió a las afirmaciones de Hayden diciendo que había objetado, por escrito, a la destrucción de las cintas. "Le dije a la CIA que la destrucción de las cintas de vídeo de los interrogatorios era una mala idea y les insté por escrito a no hacerlo", declaró Harman.

## Investigación
El 8 de diciembre de 2007, la Oficina del Inspector General de la CIA y en Departamento de Justicia anunciaron una investigación preliminar conjunta sobre la destrucción de cintas de vídeo de los interrogatorios de los dos primeros detenidos en la custodia de la CIA.

El 2 de enero de 2008, el fiscal general Michael Mukasey anunció el nombramiento del fiscal federal de Connecticut John H. Durham para el inicio de una investigación penal acerca de la destrucción de los vídeos.

Hayden afirmó que la existencia de los vídeos representaba una amenaza para el personal de la CIA involucrado en los interrogatorios, diciendo que en caso de filtraciones, podría suceder que el personal de la CIA fuera identificado y resultara objeto de represalias. 
Hayden afirmó que las cintas fueron destruidas "sólo después de que se determinó que ya carecían de valor de inteligencia y no eran relevantes para investigaciones internas, legislativas o judiciales."
En febrero de 2009, el gobierno de Obama reveló que la CIA había destruido noventa y dos cintas de vídeo que contenían cientos de horas de interrogatorios.
El 8 de noviembre de 2010, Durham cerró la investigación sin presentar cargos ni iniciar acciones en la justicia criminal.